# Masaharu Suzuki
Masaharu Suzuki (født 3. august 1970) er en japansk fodboldspiller.

## Japans fodboldlandshold
| Japans landshold | Japans landshold | Japans landshold |
| År               | Kmp              | Mål              |
| ---------------- | ---------------- | ---------------- |
| 1995             | 1                | 0                |
| 1996             | 1                | 0                |
| Total            | 2                | 0                |